# Philip Boit

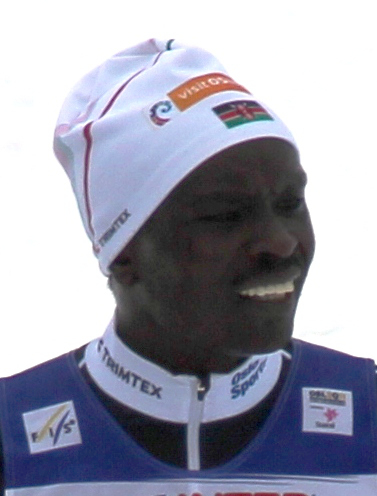
Philip Boit

Philip Boit (Nandi, 12 december 1971) is een Keniaanse langlaufer. Hij was de allereerste Keniaan die actief was op de Olympische Winterspelen.
Philip Boit was nog geen acht maanden oud toen zijn oudste broer Mike Boit de bronzen medaille won tijdens de Olympische Zomerspelen 1972 in München. Philip zelf groeide op in het plaatsje Nandi waar hij in navolging van zijn broer de droom koesterde om eveneens te schitteren op het Olympisch toneel. Al snel bleek echter dat hij niet genoeg talent had om als langeafstandsloper tot de nationale top van Kenia te behoren en daarmee leken zijn kansen op een Olympisch avontuur voorbij.
Zijn leven kreeg echter een grote omslag toen hij in november 1997 tijdens een vakantie voor het eerst in aanraking kwam met sneeuw. Hij vond de sneeuw zo geweldig dat hij er vaker mee te maken wilde hebben, maar hij keerde gewoon terug naar Kenia. Daar aangekomen vertelde hij over zijn ervaring en werd het idee geopperd mee te doen aan de Olympische Winterspelen 1998 in Nagano. Boit was meteen enthousiast en nam contact op met het Keniaans Olympisch Comité. Enkele dagen later werd bekend dat hij mocht meedoen aan de Spelen, waarna hij zich direct stortte op zijn voorbereiding, in het zand op houten planken.
In Nagano aangekomen deed hij mee aan de 10 kilometer klassiek en was hij een grote publiekstrekker. Toen hij van start ging stond hij pas voor het eerst in zijn leven op ski's in de sneeuw. Waar winnaar Bjørn Dæhlie 20 minuten nodig had om de afstand af te leggen, deed Boit er 40 minuten over, maar dat deerde hem en het aanwezige publiek niets. Hij eindigde ruimschoots als laatste in het klassement, maar toen hij eindelijk aankwam stond de winnaar van het goud Bjørn Dæhlie hem op te wachten en feliciteerde hem met de geleverde prestatie. Enkele maanden later zou Boit zijn pasgeboren zoontje naar Dæhlie, zijn grote held vernoemen.
Vier jaar later was Boit opnieuw van de partij tijdens de Olympische Winterspelen 2002 in Salt Lake City. In navolging van Boit's avontuur in Nagano waren er dit keer meerdere avonturiers van de partij. De Kameroener Isaac Menyolli werd de eerste atleet uit Kameroen op de Winterspelen, Prawat Nagvajara was de eerste Thaise winteratleet, terwijl de Ier Paul O'Connor de eerste langlaufer voor zijn land in de Olympische geschiedenis was. Van de 71 deelnemers eindigde Boit als 66e en liet daarmee bovenstaande drie heren achter zich, maar tevens nog twee andere deelnemers.
Tijdens de Olympische Winterspelen 2006 in Turijn behaalde Boit de 92ste plaats. Hij liet daarmee 5 andere deelnemers achter zich.